# Élégie prénatale
Élégie prénatale is de tweede single van Boudewijn de Groot. Net als op zijn vorige single Strand/Referein voor... begeleidde De Groot zichzelf op gitaar in een liedtekst van Lennaert Nijgh. De twee eerste singles van De Groot/Nijgh verschenen binnen een tijdsbestek van een maand. Zij hebben dan ook opeenvolgende catalogusnummers binnen Decca Records (AT 10076 voor Strand en AT 10077 voor Élégie prénatale) en verschenen bovendien op een ep.
In Élégie prénatale wordt het de ik-persoon kwalijk genomen dat hij een meisje zwanger maakte zonder haar eerst te trouwen.
De B-kant Sexuele voorlichting gaat over de opkomende vrijere seksuele moraal in de jaren zestig. De voorlichting moest daarbij gegeven worden door dezelfde mannen die het juist daarvoor tot zonde verklaarden.
Alles wat ademt · Avond · De nachtwacht · Élégie prénatale · Het Land van Maas en Waal · Ik doe wat ik doe · Jan Klaassen de trompetter · Liefde van later · Malle Babbe · Prikkebeen · Pastorale · Strand · Testament · Verdronken vlinder · Welterusten mijnheer de president